# Haploïdie
Haploïde organismen hebben, in tegenstelling tot diploïde organismen, slechts één exemplaar van ieder chromosoom. Dit wordt weergegeven met n of 1n. Het somatische aantal chromosomen bij dieren wordt weergegeven met 2n. Voortplantingscellen (gameten) zijn haploïde.
Voor alle diplonten betekent dit dat de haploïde cel (geslachtscel) slechts één set chromosomen bevat (n = x), maar voor andere ligt dat niet altijd zo. Met x wordt het kleinste aantal chromosomen in een gameet binnen de taxonomische groep aangeduid. Verondersteld wordt dat x chromosomen overeenkomt met één genoom. Voor polyploïde organismen, bijvoorbeeld hexaploïden met 6 sets chromosomen (2n = 6x), geldt dat de haploïde toestand 3 sets chromosomen bevat (n = 3x).
Voor de situatie waarbij de cel slechts één set chromosomen bevat (n = x, zoals in de gameten) is de term monoploïde geëigend, maar nauwelijks gebruikt.
De term haploïde wordt veelvuldig gebruikt als synoniem van monoploïde. Het woord heeft dus twee betekenissen en meestal blijkt slechts uit de context welke bedoeld wordt. Niet zelden wordt het woord in beide betekenissen binnen een tekst gebruikt.
Daarnaast, maar minder vaak gebruikt, bestaat de reeks monohaploïde (n=x), dihaploïde (n=2x), polyhaploïde (n > x).

## Voorbeeld
In het geslacht eikvaren met grondtal x=37 zijn per soort de volgende termen van toepassing:
| soort               | somatisch (2n)          | gametisch (n)                                               |
| ------------------- | ----------------------- | ----------------------------------------------------------- |
| Zuidelijke eikvaren | 2n=2x=74 - diploïde     | 'n'=37 - haploïde - monoploïde - monohaploïde               |
| Gewone eikvaren     | 2n=4x=148 - tetraploïde | 'n'=74 - haploïde - diploïde - dihaploïde                   |
| Brede eikvaren      | 2n=6x=222 - hexaploïde  | 'n'=111 - haploïde - triploïde - trihaploïde - polyhaploïde |